# Rob Sims
(en) Statistiques sur pro-football-reference
Robert Sims (né le 6 décembre 1983 à Macedonia) est un joueur américain de football américain.

## Carrière

### Université
Sims étudie à l'université d'État d'Ohio, jouant avec les Buckeyes.

### Professionnel
Rob Sims est sélectionné au quatrième tour du draft de la NFL de 2006 par les Seahawks de Seattle au 128e choix. Après une première comme remplaçant où il n'est titularisé qu'à trois reprises, il devient guard titulaire en 2007. Néanmoins, en 2008, il doit faire un trait sur sa saison à cause d'une blessure. Il revient en 2009 et reprend son poste de titulaire, où il récupère notamment un fumble.
Le 5 avril 2010, Seattle échange Sims aux Lions de Detroit contre Robert Henderson ainsi qu'un échange de choix lors du draft de la même année.